# Holcocephala
Genre
Holcocephala est un genre de Diptères (mouche) de la famille des Asilidae.

## Liste des espèces
Selon GBIF (15 novembre 2024) :
- Holcocephala abdominalis (Say, 1823)
- Holcocephala affinis (Bellardi, 1861)
- Holcocephala agalla (Walker, 1849)
- Holcocephala analis (Macquart, 1846)
- Holcocephala bechyneorum Ayala, 1982
- Holcocephala calva (Loew, 1872)
- Holcocephala coriacea (Wiedemann, 1821)
- Holcocephala curvicosta Carrera, 1958
- Holcocephala deltoidea (Bellardi, 1861)
- Holcocephala dimidiata Hermann, 1924
- Holcocephala divisa (Walker, 1860)
- Holcocephala fernandezi Ayala, 1982
- Holcocephala fimbriata Hermann, 1924
- Holcocephala fusca Bromley, 1951
- Holcocephala indigena Scarbrough & Pérez-Gelabert, 2006
- Holcocephala inornata Rondani, 1848
- Holcocephala luteipes Hermann, 1924
- Holcocephala macula Rondani, 1848
- Holcocephala matteii Ayala, 1982
- Holcocephala minuta (Bellardi, 1861)
- Holcocephala mogiana Carrera, 1955
- Holcocephala monticola Ayala, 1982
- Holcocephala nigrita (Fabricius, 1805)
- Holcocephala nitida (Wiedemann, 1830)
- Holcocephala nodosipes (Enderlein, 1914)
- Holcocephala obscuripennis Enderlein, 1914
- Holcocephala oculata (Fabricius, 1805)
- Holcocephala pardalina Hermann, 1924
- Holcocephala pectinata Carrera, 1955
- Holcocephala pennipes Hermann, 1924
- Holcocephala peruviana Hermann, 1924
- Holcocephala rufithorax (Wiedemann, 1828)
- Holcocephala scopifer (Schiner, 1868)
- Holcocephala spinipes Hermann, 1924
- Holcocephala stylata Pritchard, 1938
- Holcocephala tijucana (Carrera, 1958)
- Holcocephala uruguayensis Lynch Arribálzaga, 1883
- Holcocephala vallestris Ayala, 1982
- Holcocephala vicina (Macquart, 1838)
- Holcocephala vittata (Walker, 1836)

## Systématique
Le nom valide complet (avec auteur) de ce taxon est Holcocephala Jaennicke (d), 1867.
Holcocephala a pour synonymes :
- Discocephala Macquart, 1838
- Helcocephala Loew, 1874
- Holocephala